# M18 Hellcat
El M18 Hellcat, formalmente como 76 mm Gun Motor Carriage M18 fue un cazacarros estadounidense de la Segunda Guerra Mundial utilizado en los teatros italianos, europeos y del Pacífico, y en la guerra de Corea. Era el vehículo blindado estadounidense más veloz hasta que el tanque de combate principal M1 Abrams impulsado por turboeje apareció décadas más tarde. Incluso entonces, la mayoría de las fuentes enumeran el M1 Abrams con una velocidad de funcionamiento estándar de solo 72 km/h (velocidad regulada, la velocidad máxima posible es mucho mayor), lo que deja al Hellcat con una velocidad superior de operación en la carretera pavimentada. La velocidad se logró manteniendo la armadura a un mínimo (no más de 38,4 mm de espesor y parcialmente sin techo), y al impulsar el vehículo relativamente pequeño pero poderoso motor radial del mismo tamaño utilizado para vehículos blindados que pesaban mucho más. El Hellcat, junto con el cazacarros M10 "Wolverine" basado en el M4 Sherman y el altamente eficaz M36 "Jackson" con el cañón de 90 mm, proporcionaron a las fuerzas estadounidenses y aliadas una capacidad antitanque móvil contra los nuevos tipos de blindados alemanes.
El Hellcat fue el cazacarros estadounidense más efectivo de la Segunda Guerra Mundial. Tuvo una proporción de bajas y pérdidas más alta que cualquier tanque o cazacarros enviado por las fuerzas estadounidenses en la Segunda Guerra Mundial.

## Desarrollo
Cuando "Fuerza de Destructor de Tanques" se organizó en 1941, su comandante, el teniente coronel (más tarde General) Andrew Davis Bruce imaginó las unidades equipadas con algo más rápido que un tanque, con un mejor cañón pero menos blindaje para permitir la velocidad, un crucero en lugar de un acorazado. Se opuso al 3-inch Gun Motor Carriage M10 porque era demasiado pesado y lento para sus necesidades, y más tarde al 90 mm Gun Motor Carriage, M36 porque era esencialmente un M10 con un cañón más grande. El Cuerpo de Artillería de los Estados Unidos realizó varios intentos fallidos para equipar dicho vehículo con los cañones (el M3 37 mm, QF de 6 libras, 3 pulgadas, M3 75 mm y finalmente el ligero M1 76 mm de 1942-1943) y la tecnología disponible, incluido el montaje del 3 pulgadas en el rápido chasis tanque ligero M3. El M18 fue el producto final de una larga línea de vehículos de investigación destinados a proporcionar la máquina deseada.
En diciembre de 1941, el Departamento de Artillería emitió un requerimiento para el diseño de un cazacarros rápido usando una suspensión Christie, un motor de avión radial Wright-Continental R-975 y un cañón de 37 mm. Se construirán dos vehículos prototipo. Curiosamente, lo que se convertiría en el M18 se originó en el estudio de diseño de Harley Earl, parte de la división Buick de General Motors. Anteriormente, los diseños básicos para otros tipos de vehículos se habían originado principalmente en el Departamento de Artillería. Los ingenieros de Buick usaron una suspensión de barra de torsión que proporcionaba un desplazamiento constante. A pesar de que pesaba alrededor de 20 toneladas, el Hellcat era capaz de viajar más de 90 km/h. Su poder proviene de Wright R-975, un motor de avión radial de nueve cilindros y 350 a 400 caballos de fuerza, junto con una transmisión automática Torqmatic 900T de tres velocidades. Los cambios en la especificación significan que el primer prototipo - el 57 mm Gun Motor Carriage T49 - fue construido con un cañón británico QF de 6 libras (57 mm) en lugar del M1 37 mm y una barra de torsión en lugar de la suspensión Christie. Fue probado en 1942 pero el ejército quería un cañón más pesado: el mismo 75 mm que se usaba en el tanque mediano M4 Sherman. El proyecto T49 fue cancelado y el segundo prototipo fue construido con el cañón de 75 mm como el 75 mm Gun Motor Carriage T67. Esto obtuvo la aprobación, pero a principios de 1943 el Ejército solicitó un arma más poderosa: el cañón M1 76 mm en desarrollo para el Sherman. Seis modelos de prototipos, denominados 76 mm Gun Motor Carriage T70, se construyeron con este cañón. Las pruebas de estos modelos dieron lugar a una nueva torreta y cambios en el frente del casco, pero el diseño fue aceptado para la producción, que comenzó en julio de 1943.
Los primeros modelos del cazacarros fueron probados por el 704° Batallón cazacarros del Ejército de los EE. UU la unidad se había entrenado originalmente en el M3 Gun Motor Carriage (un cañón de 75 mm instalado en el Semioruga M3). A pesar de sus prototipos T70 que requieren varias mejoras, el 704.º tuvo un récord de pruebas "superlativo", y la unidad se emitió más tarde Hellcats de producción después de que muchas de sus sugerencias se integraran en el vehículo. La fase de prueba del Hellcat demostró que el trabajo en equipo era un elemento esencial de las nuevas unidades de destrucción de tanques ligeros y reemplazó la estructura fija y rígida de otras unidades con una estructura de comando mucho más flexible que permitía la adaptación a tareas más complicadas.

## Diseño

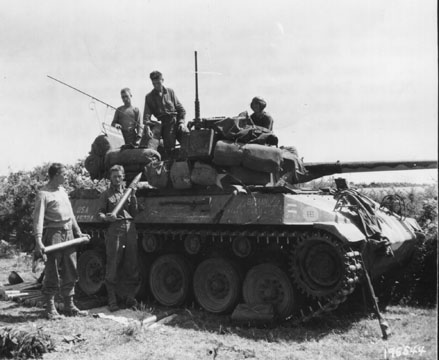
Los tripulantes cargan munición en un M18 Hellcat.

El nuevo diseño del M18 incorporó varias características de ahorro de mano de obra e innovadoras. El motor Wright R975 estaba completamente unificado, ya que estaba montado en rieles equipados con rodillos de acero que permitían a los equipos de mantenimiento desconectarlo fácilmente de la transmisión, extenderlo sobre la cubierta trasera del motor con rieles, repararlo y luego volverlo a conectar. La transmisión también podría quitarse fácilmente y extenderse sobre una placa de cubierta frontal para facilitar la inspección y las reparaciones rápidas.
A diferencia de los cazacarros M10 y M36, que usaban la chasis del M4 Sherman, el M18 Hellcat fue diseñado desde el principio como un cazacarros rápido. Como resultado, era más pequeño, más ligero, más cómodo y significativamente más rápido, pero llevaba el mismo cañón del M4, el M1 76 mm. El M18 llevaba una tripulación de cinco hombres, que consistía en un comandante, artillero, cargador, conductor y asistente de conductor. Transportaba 45 proyectiles para el cañón principal, 9 en la torreta y 18 en cada depósito. Fue equipado con una ametralladora pesada Browning M2 con 800 cartuchos de munición, montada sobre un afuste flexible de anillo para uso contra aviones e infantería enemigos.

### Blindaje
El blindaje del M18 Hellcat era bastante ligero para facilitar su alta velocidad y proporcionaba muy poca protección contra las armas antitanques alemanas más comunes. El blindaje del casco inferior tenía un espesor de 12,7 mm alrededor, vertical a los lados, pero inclinada a 35 grados desde la vertical en la parte trasera inferior. El casco frontal inferior también tenía 12,7 mm de grosor, estando angulado dos veces para formar una forma casi redondeada; 53 grados desde la vertical y luego 24 grados desde la vertical. El piso del casco tenía solo 4,8 mm. La armadura del casco superior también tenía 12,7 mm de grosor, con un ángulo de 23 grados desde la vertical en los lados y 13 grados desde la vertical en la parte trasera. La construcción en ángulo del casco frontal inferior también se usó para formar el glacis inclinado del Hellcat; dos placas estaban inclinadas a 38 y 24 grados desde la vertical, respectivamente. El techo del casco era de 7,9 mm. La torreta moldeada del Hellcat tenía un espesor de 25,4 mm en la parte frontal (en un ángulo de 23 grados desde la vertical) y un grosor de 12,7 mm en los lados (en ángulo a 23 grados de la vertical) y posterior (en ángulo a 9 grados de la vertical) La parte frontal de la torreta estaba protegida además por un mantelete que tenía 38,4 mm de espesor.
Las principales desventajas de la M18 fueron su blindaje muy ligero y su torreta de techo abierto, La torreta abierta (una característica que compartía con todos los cazacarros estadounidenses) dejó a la tripulación expuesta a francotiradores, granadas de mano y esquirlas. La prioridad doctrinal de la alta velocidad a costa de la protección del blindaje dio como resultado un diseño relativamente desequilibrado. El problema del desempeño del cañón principal se reparó con la munición High Velocity Armor Piercing (HVAP) al final de la guerra, lo que permitió que el cañón de 76 mm lograra una mayor penetración de blindaje. El cañón 76 mm con munición estándar podía penetrar el blindaje frontal de la torreta de los tanques Panther solo a distancias cortas, mientras que la munición HVAP le daba la posibilidad de atacar eficazmente a algunos de los tanques alemanes más pesados y penetrar la torreta del Panther a una distancia de aproximadamente 1,000 m.

## Producción
Los planes originales exigían un total de 8986 M18 para ser suministrados: 1600 para la Ley de Préstamo y Arriendo a otros países y 7386 para el Ejército estadounidense. Los planes de producción del M18 se redujeron a 2507 vehículos, incluidos los seis modelos prototipos. 10 más tarde se convirtieron en vehículos de mando T41/T41E1 y prototipos de tractores de artillería, y 640 se convirtieron en vehículos utilitarios blindados M39. Las razones detrás de la reducción (en ningún orden en particular) fueron:
- El cañón de 76 mm ya era inadecuado para los tanques alemanes posteriores y las Fuerzas Terrestres del Ejército prefirieron poner en funcionamiento el 90 mm Gun Motor Carriage M36, a pesar de las objeciones del comandante de la Fuerza de Destructor de Tanques, Andrew Bruce, de adoptarlo.
- El número de batallones de tanques destructores se había reducido aproximadamente a la mitad debido a un cambio de política impuesto por el FTE, que quería utilizar armas de fuego y, por lo tanto, se necesitaban muchas menos unidades cazacarros.
- Había poca actividad potencial de Lend Lease: Gran Bretaña y la Unión Soviética "tenían poco interés".[17] Dos, enumerados como "T70", fueron transferidos al Reino Unido, y cinco a la Unión Soviética.[18]

La producción del M18 Hellcat se desarrolló desde julio de 1943 hasta octubre de 1944, con 2507 construidos. Durante su producción se le hicieron varios cambios. Los primeros 684 M18 experimentaron problemas con las relaciones de sus engranajes de transmisión, lo que significaba que no podían subir pendientes pronunciadas, y fueron devueltos a la fábrica para su modificación. La mayoría de estos primeros vehículos permanecieron en la fábrica de Buick después de la modificación. 10 más tarde se convirtieron en vehículos de mando T41/T41E1 y prototipos de tractores de artillería, y 640 se convirtieron en M39. El resto de los M18 construidos presentaron una transmisión mejorada. El fogonazo del cañón M1 76 mm instalado en la mayoría de los Hellcat lanzaba grandes cantidades de polvo cuando era disparado. Esto era suficiente para impedir la visión de la tripulación, que tenía que esperar hasta que el polvo se despejara para disparar nuevamente con precisión. Para resolver este problema, el cañón de 76 mm M1 fue reemplazado con la variante M1A2 equipada con freno de boca cuando estuvo disponible; mientras tanto, se utilizó la variante M1A1C, cuya boca estaba roscada pero no tenía freno de boca. A partir de junio de 1944, aproximadamente los últimos 700 Hellcats recibieron la variante M1A2. Los Hellcats con números de serie 1350 e inferiores tenían el motor R975-C1 de aspiración natural, que producía 350 caballos de fuerza. La rejilla de ventilación para la transmisión y los enfriadores de aceite detrás de la escotilla del conductor en estos primeros Hellcats tenían una forma abultada, sobresaliendo por encima de la línea del casco superior. Los M18 con números de serie 1351 y superiores tenían el motor R975-C4 sobrealimentado modificado internamente, que producía 400 caballos de fuerza. Aproximadamente al mismo tiempo que el cambio en el tipo de motor, la forma de la rejilla de ventilación se modificó para que quedara nivelada con el casco superior.
Se firmaron tres contratos de producción para el Hellcat: RAD-563 cubrió los seis modelos prototipo. T-6641 fue para los primeros 1000 vehículos, y T-9167 fue para los últimos 1507 vehículos.
| Modelo    | Cantidad | Número de contrato | Número de serie  | Número de registro  |
| --------- | -------- | ------------------ | ---------------- | ------------------- |
| Prototipo | 6        | RAD-563            | ninguno asignado | 40128384 a 40128389 |
| M18       | 1,000    | T-6641             | 1 a 1000         | 40108110 a 40109109 |
| M18       | 1,507    | T-9167             | 1007 a 2513      | 40114883 a 40146389 |

| Mes                | M18   |
| ------------------ | ----- |
| Julio de 1943      | 6     |
| Agosto de 1943     | 83    |
| Septiembre de 1943 | 112   |
| Octubre de 1943    | 150   |
| Noviembre de 1943  | 267   |
| Diciembre de 1943  | 194   |
| Enero de 1944      | 250   |
| Febrero de 1944    | 218   |
| Marzo de 1944      | 170   |
| Abril de 1944      | 150   |
| Mayo de 1944       | 150   |
| Junio de 1944      | 150   |
| Julio de 1944      | 150   |
| Agosto de 1944     | 150   |
| Septiembre de 1944 | 150   |
| Octubre de 1944    | 157   |
| Total              | 2,507 |

## Utilización en combate
El M18 sirvió principalmente en Europa occidental, pero también estuvo presente en el Pacífico.
La fuerza M18 en el Teatro de Operaciones Europeo varió de 136 en junio de 1944 a un máximo de 540 en marzo de 1945. Las bajas sumaron 216. Las bajas enemigas fueron 526 en total: 498 en Europa, 17 en Italia y 11 en el Pacífico. La proporción de muertes por pérdidas para Europa fue de 2.3 a 1 y la tasa total de muerte a pérdida fue del 2.4 a 1.

### Batallas notables

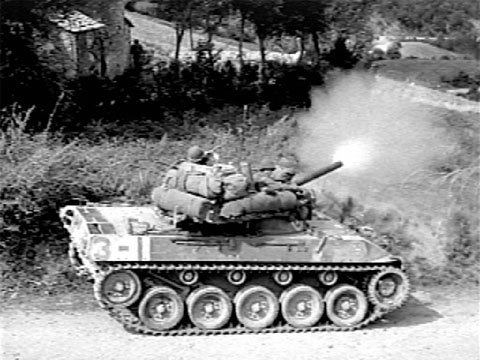
Un Hellcat dispara a alemanes en Italia.

Los cazacarros M18 de los Batallones cazacarros 704.º y 603.º se enfrentaron a tanques alemanes poco después del 18 de septiembre cerca de Lunéville, Francia. Los M18 pudieron destruir a ocho Panther durante el combate sin pérdidas propias. Durante el contraataque alemán en Arracourt, Francia, los M18 se colocaron casco abajo con solo sus torretas expuestas y arregladas de una manera para asegurar el apoyo mutuo. Obligaron a los Panzers a exponer su flanco al fuego para soportar secciones M18 durante cualquier ataque. El 704° Batallón cazacarros destruyó a 79 tanques alemanes con la nueva munición a fines de septiembre, perdiendo 7 M4 Sherman, 2 M5 Stuart y un M18 Hellcat.
El 19 de septiembre de 1944, en el puente de Nancy cerca de Arracourt, Francia, el 704° se unió a la 4° División Acorazada. El teniente Edwin Leiper condujo un pelotón de M18 de la Compañía C a Rechicourt-la-Petite, camino a Moncourt. Vio la boca del cañón de un tanque alemán que aparecía de la niebla a 30 pies de distancia, y desplegó su pelotón. En un período de cinco minutos, cinco tanques alemanes de la 113° Brigada Panzer fueron eliminados por la pérdida de un M18. El pelotón continuó disparando y destruyó diez tanques alemanes más y perdió dos M18. Uno de los M18 del pelotón comandado por el sargento Henry R. Hartman puso fuera de combate a seis de los tanques alemanes, la mayoría de los cuales eran los temidos Panther.
El M18 Hellcat fue un elemento clave durante la Segunda Guerra Mundial en la Batalla de las Ardenas. Del 19 al 20 de diciembre, el Equipo Desobry, una fuerza de tarea de infantería de tanques del tamaño de un batallón de la 10° División Blindada fue asignado para defender Noville, ubicado al norte-noreste de Foy y de Bastogne, a solo 7 km de distancia. Con solo cuatro M18 del 705.º Batallón cazacarros para ayudar, los paracaidistas del 1.º Batallón del 506.º Regimiento de Infantería de Paracaidistas atacaron unidades de la 2.ª División Panzer, cuya misión era avanzar por carreteras secundarias a través de Monaville (justo al noroeste de Bastogne) para tomar una carretera clave y captura, entre otros objetivos, depósitos de combustible, por cuya falta la contraofensiva alemana en general flaqueó y falló. Preocupado por la amenaza a su flanco izquierdo en Bastogne, organizó un gran ataque para apoderarse de Noville. El viaje a gran velocidad del equipo Desobry por autopista para llegar a la posición de bloqueo es uno de los pocos casos documentados en el que la velocidad máxima del M18 Hellcat - 80 km/h - se utilizó en realidad para adelantarse a una fuerza enemiga.
El ataque del 1.º Batallón y los M18 Hellcat del 705.º Batallón cazacarros cerca de Noville juntos destruyeron al menos 30 tanques alemanes e infligieron de 500 a 1,000 bajas a las fuerzas atacantes, en lo que equivale a un ataque dañino. Un historiador del Canal Militar dio crédito a los M18 Hellcat con 24 asesinatos, incluyendo varios tanques Tiger, y cree que, en parte, su capacidad de "disparar y esfumarse" a gran velocidad y luego reaparecer en el campo de batalla confundió y frenó el ataque alemán, que finalmente se estancó, dejando a los estadounidenses el control de la ciudad durante la noche.

## Movilidad
Mientras que el M18 era capaz de velocidades de carretera altas, este atributo era difícil de usar con éxito en el combate.
Aunque los viajes sostenidos a velocidades de carretera casi nunca se usaban fuera de la respuesta aliada durante la Batalla de las Ardenas, la mayoría de los tripulantes de los Hellcat descubrieron que las velocidades más altas eran especialmente útiles en una "carrera" para flanquear tanques alemanes, que tenían velocidades de torreta relativamente lentas y maniobras permitió que la tripulación del cazacarros dirigiera un disparo hacia el blindaje lateral o trasera más delgada del enemigo.
En general, la tripulación de los Hellcat fueron complementarios con el rendimiento y las capacidades de su vehículo, pero se quejaron de que la torreta sin techo creara un interior frío en el invierno del norte de Europa de 1944-45. Este problema era agravado por el hecho de que el motor refrigerado por aire extraía un porcentaje del aire para su refrigeración a través del compartimiento de la tripulación, creando, en efecto, un gran refrigerador blindado. No fue diseñado para este propósito, pero resultó imposible sellar completamente el compartimiento de la tripulación de las corrientes inducidas por el motor.